# Frederick Griffith

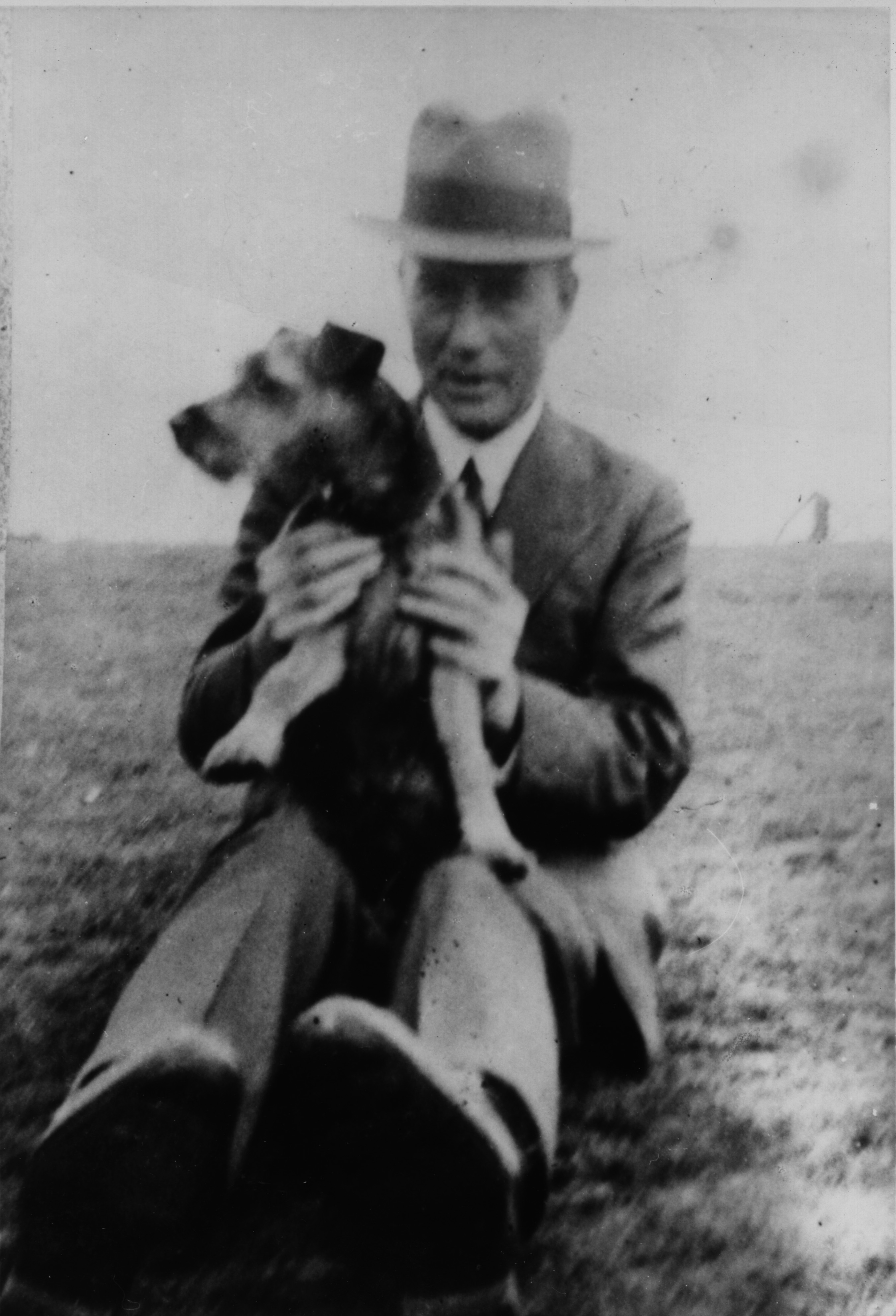
Fred Griffith z psem o imieniu Bobby, 1936.

Frederick Griffith (ur. 1877 lub 1881, zm. 1941 w Londynie) – brytyjski lekarz i naukowiec, który w 1928 r. jako pierwszy zbadał i opisał zjawisko transformacji DNA.
Urodził się w Hale i studiował na Liverpool University, gdzie zajmował się genetyką. Na początku swojej kariery zawodowej pracował w szpitalu Liverpool Royal Infirmary, Thompson Yates Laboratory i w Królewskiej Radzie do Zwalczania Gruźlicy (Royal Commission on Tuberculosis).
Zginął podczas pracy w laboratorium w czasie jednego z nalotów na Londyn w czasie drugiej wojny światowej.

## Eksperyment Griffitha
Frederick Griffith zajmował się badaniami nad szczepionką przeciw zapaleniu płuc, na które dziesięć lat wcześniej umierały setki tysięcy chorych podczas epidemii grypy "hiszpanki".
Badał dwa szczepy bakterii Pneumococcus: szczep S, które wytwarzały polisacharydową otoczkę i były zjadliwe oraz szczep R, które bez otoczki były bezbronne wobec układu immunologicznego organizmu. Wirulentne bakterie szczepu S
po zabiciu przez podgrzanie i wstrzyknięciu myszom nie powodowały objawów chorobowych. Jednak jeśli martwe bakterie szczepu S wstrzyknięto razem z żywymi niezjadliwymi bakteriami szczepu R myszy umierały.
Po izolacji od tych myszy pneumokoków okazało się, że niezjadliwe bakterie szczepu R nabrały cech szczepu S i zaczęły wytwarzać otoczki polisacharydowe. Cecha ta stała się stało przez następne pokolenia tych pneumokoków. Griffith sformułował hipotezę, że pewien "czynnik transformujący" pochodzący od zabitych przez podgrzewanie bakterii szczepu S dokonał zmiany bakterii R w szczep trwale zjadliwy. Proces ten został nazwany transformacją. Dopiero 16 lat później, w roku 1944, Oswald Avery, Colin MacLeod i Maclyn McCarthy z Instytutu Rockefellera w Nowym Jorku, wyjaśnili mechanizmy leżące u podłoża zjawisk zaobserwowanych w tym eksperymencie, równocześnie dowodząc, że czynnikiem transformującym jest DNA.